# Allesvretend prachtmotje
Het Allesvretend prachtmotje (Anatrachyntis badia) is een vlinder uit de familie prachtmotten (Cosmopterigidae). De wetenschappelijke naam is voor het eerst geldig gepubliceerd in 1962 door Hodges.
De soort komt voor in Europa.